# 라듐
라듐(←영어: Radium 레이디엄[*], 문화어: 라디움←독일어: Radium 라디움[*])은 화학 원소로 원소기호는 Ra(←라틴어: Radium 라디움[*]), 원자번호는 88이다. 알칼리 토금속에 속하는 원소 중에서 가장 무거운 원소이고 안정동위체는 존재하지 않는다.(천연상태에서는 4종류의 동위체가 존재한다.) 은과 같은 흰색 계통 금속으로 방사성이 매우 강하다. 26개 이상의 동위원소가 있는데, 모두 방사성을 띤다. 라듐은 주로 우라늄과 토륨 광석에 미량 들어 있다. 프랑스의 물리학자인 퀴리 부부와 공동 연구자인 G. 베몽이 1898년에 우라늄 광석인 피치블렌드에서 라듐을 발견했다. 질량수는 226.025u, 녹는점 973K(700 °C, 1292 °F), 끓는점 2000K(1737 °C, 3159 °F), 밀도는 실온에서 약 5.5g/cm3이다. 덧붙여 라듐 224, 226, 228은 WHO의 하부기관 IARC에서 발암성이 있다고(Type1) 권고되고 있다.

## 발견
라듐은 퀴리 부부에 의해 1898년에 북부 보헤미아에서 산출된 피치블렌드에서 발견되었다. 수은을 음극으로 하여 순수한 염화 라듐 용액을 전기분해하여 석출하였다. 순수한 금속은 아말감 형태로 얻는다.

## 산출
라듐의 모든 동위원소들은 방사능이 있고, 연구 목적을 위하여 라듐을 인공적으로 제조한다. 지구상에 매우 희귀하기 때문에 우라늄 광석 10 톤에 1g도 채 들어있지 않다. 매우 작은 규모의 라듐은 액체 상태의 염화 라듐(RaCl2)의 전기 분해에 의해 제조할 수 있다. 이는 처음에 수은 음극을 사용하여 라듐 아말감을 제조한다. 금속은 증류에 의해 아말감으로부터 얻었다.
양극2Cl-(l) → Cl2 (g) + 2e-
음극Ra2+(l) + 2e- → Ra

## 성질
반감기는 1,600년이며, 은과 같은 흰색 계통의 무른 금속이다. 강력한 방사선을 내뿜기 때문에 아주 위험하며, 마리 퀴리의 사망 원인도 실험과정에서 쬐인 핵물질에 의한 피폭이 주 원인이었다.
88번 원소이고 2족이기 때문에 원자의 산화수는 +2이다. 그때문에 전자가 2가 음이온과 반응을 일으킬 수 있으며, 인체에 매우 치명적이다. 라듐을 발견한 마리 퀴리의 이름을 딴 퀴륨은 방사성전지에 쓰인다.

## 공기와의 반응
라듐은 산소로부터 표면을 보호하는 얇은 산화물 층으로 덮여 있다. 이 산화물 층은 마그네슘의 산화물 층보다 얇다. 공기 중에서 연소하여 산화 라듐(RaO)과 질화 라듐(Ra3N2)을 생성하는가에 대해서는 확실하지 않으며 오히려 과산화 라듐(RaO2)이 생성될 가능성이 있다. 주기율표에서 마그네슘 아래 네 번째 자리에 위치하는 라듐은 공기 중에서 반응성이 마그네슘보다 크다.

## 물과의 반응
물과는 수소 기체(H2)를 발생시키고 수산화 라듐(Ra(OH)2)을 형성할 것이다. 이 반응은 주기율표 바로 위에 위치한 바륨보다 빠를 것으로 기대된다.

## 할로젠과의 반응
할로젠들과 직접적으로 반응한다는 것은 확인되지 않으나 염화 라듐(RaCl2)과 브로민화 라듐(RaBr2)이라는 두 화합물이 알려져 있기에 할로젠과 반응할 것이다.

## 용도
라듐은 1900년대 중반 손목 시계와 괘종 시계의 시계 바늘과 숫자들을 도색하는 페인트로 사용되었다. 이 페인트는 라듐 화합물과 인광체로 구성되어 있어, 어두운 곳에서 빛을 냈다. 순수한 라듐을 깨끗하게 닦으면 밝은 흰색으로 표면이 보인다. 그러나 공기중에 노출되자마자 검게 되는데 이는 질화물이 생성되기 때문인 것으로 예상된다. 화합물과 같이 빛을 방출하며 물속에서 분해될 뿐만 아니라 바륨보다 좀 더 휘발된다. 또한 분홍색의 불꽃을 내며 연소한다.
α-, β-, 및 γ-선을 방출하고 베릴륨과 핵반응을 일으키면 중성자들을 생성한다. 흡입, 섭취, 또는 신체에 노출되면 암과 다른 신체의 병들의 원인이 된다. 알칼리 토금속이며 알파붕괴하여 방사성 기체인 라돈이 된다. 안정한 납의 동위원소가 될 때까지 방사능 붕괴를 한다. 같은 질량의 우라늄보다 약 백만 배 정도 방사능이 강하다. 자연계에 매우 적은 양이 존재한다. 때문에 평상시에 위험할 정도의 라듐을 흡수할 일은 거의 없다. 특별한 취급 기법과 주의를 요하는 몇몇 핵 연구 실험실들에서 연구되고 있다. 화학적인 견해에서 라듐의 위험성은 바륨과 비슷하다.
1950년대 중반까지 암 치료에 널리 이용되었고 시계나 측정기기의 눈금판이나 문자판에 쓰이는 형광페인트의 주요 성분이었다. 지금은 더 안전하고 값싼 방사성 물질이 의료 부문과 공업에 라듐 대신 쓰이고 있다. 몸에 해로운 높은 에너지의 방사선을 많이 방출하는데 몸에 흡수되면 칼슘처럼 뼈에 쌓인다. 이와 같이 뼈에 쌓인 라듐이 방출하는 방사선은 뼈의 골수에 충격을 주고 적혈구를 만드는 조직을 파괴하며 뼈에 암세포를 만들기도 한다. 예전에는 형광시계의 문자판을 생산하는 공장에서 라듐을 다루는 몇몇 노동자들이 방사선을 지나치게 흡수해 사망하기도 했다.

## 동위 원소
대기 중에 아주 적게 존재하며 평상시에 위험할 정도의 라듐을 흡수할 일은 거의 없다. 우라늄의 방사성붕괴로 자연에서 끊임없이 생긴다. 우라늄의 동위원소 중에서 가장 무거운 우라늄-238의 방사성 붕괴가 일어나는 동안 알파선, 베타선, 그리고 감마선의 형태로 방사선이 나온다. 이 과정에서 우라늄-238은 우라늄-234가 되고, 이것은 다시 토륨-230이 된다. 토륨-230은 알파붕괴하여 라듐-226이 된다. 자연에 있는 라듐은 계속해서 붕괴하기 때문에 농도가 낮다. 라듐-226은 알파붕괴하여 라돈이 되었다가 최종적으로 안정한 납의 동위원소가 된다.

## 같이 보기
- 마리 퀴리

- “라듐”. 《네이버캐스트》.
- (영어) 라듐 - WebElements.com